# Carlos Giménez (político)
Carlos Eduardo Giménez Colmenárez (Yaracuy, 9 de abril de 1959) es un político venezolano. Gobernador del estado Yaracuy desde octubre de 2005 hasta junio de 2008.

## Biografía
Estudió derecho en la Universidad Fermín Toro de Barquisimeto en el estado Lara. Fue elegido a la asamblea legislativa de Yaracuy en 1993 cargo en el que se mantendría  hasta 1996, cuando lo eligieron alcalde del municipio de Independencia, de ese mismo estado. En 1998, fue vicepresidente de la Asociación Nacional Bolivariana de Alcaldes de Venezuela y ese mismo año apoyó la candidatura de Hugo Chávez a la presidencia. En octubre de 2004,  Giménez fue elegido gobernador de Yaracuy, derrotando al anterior gobernador, Eduardo Lapi. A finales de marzo decide separarse del partido político Podemos ante la negativa de este movimiento de unirse de inmediato al Partido Socialista Unido de Venezuela, para posteriormente lanzar su candidatura a la reelección de manera independiente al perder el apoyo del PSUV que no le permitió participar en las primarias del partido.

## Destitución
En 2008 es acusado de las irregularidades que se habían cometido en el Instituto Autónomo para el Desarrollo Social de Yaracuy (Fundesoy), cuyo daño patrimonial es de más de 200 millones de bolivares fuertes (más de $93.000.000). La fiscal general de la república Luisa Ortega Díaz solicitó el antejuicio de mérito en contra del gobernador, y el Tribunal Supremo de Justicia en sala plena decidió el 10 de junio de 2008 su enjuiciamiento y destitución del cargo por el tiempo que llevase el juicio. Giménez fue relacionado con Gianfranco Napolitano a quien le otorgó varios contratos por más de 100 millones de bolívares para la construcción de un hospital, un terminal de pasajeros y varias vías, algunas de estas obras inconclusas o inexistentes, Napolitano no se presentó ante la justicia venezolana y huyo de Venezuela en 2009 refugiandose en Panamá. Para lo cual utilizó la empresa Inversiones Napolitano Serradomigni CA.